# Bupleurum woronowii
Bupleurum woronowii är en flockblommig växtart som beskrevs av Ida P. Mandenova. Bupleurum woronowii ingår i släktet harörter, och familjen flockblommiga växter. Inga underarter finns listade i Catalogue of Life.